# Ratpenat nasofoliat de Semon
El ratpenat nasofoliat de Semon (Hipposideros semoni) és una espècie de ratpenat de la família dels hiposidèrids. Viu a Austràlia i Papua Nova Guinea. El seu hàbitat natural són la selva tropical, bosc de sabana i zones obertes seques. No hi ha cap amenaça significativa per a la supervivència d'aquesta espècie, tot i que està afectada per la pèrdua d'hàbitat.